# Business Japanese Proficiency Test
Le Business Japanese Proficiency Test (BJT) (ビジネス日本語能力テスト, Bijinesu Nihongo Nōryoku Tesuto)  est un test de compétence en japonais conçu pour mesurer objectivement les compétences pratiques de communication d'une personne pour communiquer et répondre à des informations dans un environnement professionnel en japonais. Contrairement au Japanese Language Proficiency Test (JLPT) qui se concentre davantage sur le japonais général, le BJT n'est pas conçu pour mesurer les connaissances en japonais ni les connaissances commerciales.Il est plutôt conçu pour mesurer la capacité de communication pratique d'une personne à utiliser et à répondre à des informations données, capacité à exprimer des pensées et des opinions, et en même temps de promouvoir des idées ou des projets auprès de personnes d'horizons et d'expertises différents.
Le BJT n'est pas seulement conçu pour mesurer les compétences de communication verbale d'une personne, mais aussi la capacité de comprendre et d'utiliser le japonais à l'aide de textes, de diagrammes, de photographies et de toute autre information disponible dans des e-mails ou des fax, etc. et en même temps pouvoir effectuer de manière appropriée des tâches et des charges de travail adaptées à un environnement commercial en langue japonaise.
Le BJT couvre l'ensemble des événements ou situations pouvant survenir dans un environnement professionnel en japonais.

## Histoire
Le test a été proposé pour la première fois en 1996 et a été révisé en 2003. Il était à l'origine administré par l'Organisation japonaise du commerce extérieur ( JETRO ). En avril 2009, cependant, la supervision a été transférée à la Japan Kanji Aptitude Testing Public Interest Foundation : la même organisation qui administre le Kanji Kentei.
Le 18 août 2010, il a été annoncé que le test serait « interrompu à la fin de l'exercice en cours ». Cependant, le 25 novembre 2010, il a été annoncé que le test serait « relancé ».

## Examen et notation
Le test de compétence en japonais des affaires est divisé en trois parties : compréhension orale, compréhension orale et écrite et compréhension écrite.
| Aperçu de l'examen                       | Durée               | Des questions                           | Des questions                                       | Des questions                                     |
| ---------------------------------------- | ------------------- | --------------------------------------- | --------------------------------------------------- | ------------------------------------------------- |
| Section de compréhension orale           | Environ. 45 minutes | Compréhension situationnelle 5 question | Compréhension orale conversationnelle 10 questions  | Compréhension orale générale 10 questions         |
| Section de compréhension orale et écrite | Environ. 30 minutes | Compréhension situationnelle 5 question | Écoute et lecture d'informations 10 questions       | Écoute et lecture générales 10 questions          |
| Section de compréhension écrite          | Environ. 30 minutes | Vocabulaire / Grammaire 10 questions    | Lecture et compréhension d'expressions 10 questions | Compréhension générale de la lecture 10 questions |

- Aperçu de l'examen comme indiqué sur le site officiel du BJT[2].

Le test est noté sur 800. Le score est ensuite classé sur une échelle de 6 niveaux : J5, J4, J3, J2, J1, J1+, J1+ étant le plus élevé et J5 le plus bas.
| Ligne directrice sur le niveau d'évaluation | Ligne directrice sur le niveau d'évaluation |
| ------------------------------------------- | --- |
| J1+                                         | A la capacité de communiquer de manière adéquate sur un environnement commercial en japonais dans n'importe quelle situation                        |
| J1                                          | A la capacité de communiquer de manière appropriée dans un environnement commercial de langue japonaise sur un large éventail de situations         |
| J2                                          | A la capacité de communiquer de manière appropriée dans un environnement commercial de langue japonaise sur un éventail limité de situations        |
| J3                                          | Est capable d'atteindre un degré limité de communication dans un environnement commercial de langue japonaise sur un éventail limité de situations  |
| J4                                          | Est capable d'atteindre un degré nominal de communication dans un environnement commercial de langue japonaise sur un éventail limité de situations |
| J5                                          | N'a pas la capacité de communiquer dans un environnement commercial de langue japonaise                                                             |

* Ligne directrice de niveau telle que décrite sur le site Web de BJT 

## Lieux de test
Depuis avril 2017, le BJT est désormais livré sous forme de test informatique via le système de livraison Pearson Vue, un changement radical par rapport aux tests papier standard de l'industrie.
Depuis 2018, le BJT est désormais disponible dans plus de 16 pays via le réseau de test Pearson Vue.
|              | Emplacements des centres de test |
| ------------ | --- |
| Japon        | Sapporo, Sendai, Koriyama, Tokyo, Chiba, Yokohama, Niigata, Hamamatsu, Nagoya, Kyoto, Osaka, Kobe, Okayama, Hiroshima, Matsuyama, Kitakyushu, Fukuoka, Oita, Naha |
| Brésil       | São Paulo |
| Chine        | Pékin, Shanghai, Guangzhou, Dalian, Qingdao, Tianjin, Shenyang, Nanjing, Chengdu, Hangzhou, Suzhou, Shenzhen, Xi'an, Wuhan                                        |
| France       | Paris |
| Allemagne    | Düsseldorf |
| Hong Kong    | Hong Kong |
| Inde         | Bangalore, Chennai, New Delhi, Pune |
| Indonésie    | Jakarta |
| Italie       | Padoue (fermée temporairement à partir de 2021) |
| Malaisie     | Kuala Lumpur |
| Mexique      | Mexico |
| Birmanie     | Rangoun |
| Singapour    | Singapour |
| Corée du Sud | Séoul, Pusan |
| Taïwan       | Taipei, Taichung, Kaohsiung |
| Thaïlande    | Bangkok |
| Royaume-Uni  | Londres |
| États-Unis   | Los Angeles, New York, Chicago |
| Viêt Nam     | Hanoï, Ho Chi Minh, Da Nang |

* Emplacements des centres de test disponibles sur le site Web de Pearson Vue 